# 양평군립도서관
양평군립도서관은 경기도 양평군 소재의 도서관이다.

## 연혁
- 1992년 12월 18일 양평군립도서관 조례제정 공포.
- 1993년 5월 1일 개관.

## 시설현황
- 3층: 전자정보실, 정보문화실
- 2층: 참고자료실, 열람실
- 1층: 종합자료실

## 이용 안내
이용 시간
- 열람실(일반, 학생, 가족): 09:00 - 22:00
- 종합자료실: 평일 09:00 - 20:00/ 주말 09:00 - 18:00
- 향토자료실, 전자정보실: 09:00 - 18:00
- 어린이도서관 어린이자료실, 꾸러기실: 09:00 - 18:00

휴관일
- 토, 일요일을 제외한 관공서가 규정한 공휴일(단, 신정, 설, 추석 명절연휴 휴관)
- 임시휴관일: 내부수리등 필요한 사유가 있을 때